# Kay Worthington
Pour les articles homonymes, voir Worthington.
Kay Frances Worthington est une rameuse canadienne née le 21 décembre 1959 à Toronto. Elle est mariée au rameur américain Mike Teti.

## Biographie
Elle dispute les épreuves d'aviron aux Jeux olympiques d'été de 1992 à Barcelone. Elle y remporte deux médailles d'or, l'une en huit (avec Kirsten Barnes, Megan Delehanty, Shannon Crawford, Marnie McBean, Jessica Monroe, Brenda Taylor, Kathleen Heddle et la barreuse Lesley Thompson-Willie), et l'autre en quatre sans barreur (avec Kirsten Barnes, Brenda Taylor et Jessica Monroe). 

## Palmarès

### Jeux olympiques
- Jeux olympiques d'été de 1992 à Barcelone,  Espagne
  -  Médaille d'or en huit
  -  Médaille d'or en quatre sans barreur